# المحقق كونان (الموسم 8)
المحقق كونان هو الموسم الثامن من سلسلة المحقق كونان (باليابانية: 名探偵コナン، تُنطق ميه‌‌تانتيه كۆنان أي المحقق العظيم كونان) تُرجمت رسميًا إلى المُحقق كونان، وهي سلسلة مانغا للكاتب غوشو أوياما حُولِّت إلى مسلسل أنيمي وحلقات أوفا وأفلام أنمي وألعاب فيديو ووسائط أخرى يابانية وقد بدأ عرض السلسلة من 12 يونيو 2000 ولغاية 4 ديسمبر 2000.
أُذيعت الحلقة الأولى في 8 يناير 1996 وعرضت الحلقات بالتوالي إلى أن وصلت إلى أكثر من 1,164 حلقة، وبذلك تحتل المركز الخامس عشر في قائمة أكثر الأنيميات من حيث عدد الحلقات. يتم عرض حلقة واحدة من الأنمي أسبوعيًّا على نبون تلفجن إلا في حالات عرض الأفلام فإنها قد تتأجل إلى أسبوعين أو أكثر. تتم دبلجة الأنيمي للغة العربية من قِبَل مركز الزهرة ولا تزال دبلجته مُستمرة لأكثر من ثمانية عشرة سنة منذ سنة 1998، حيث عُرض لأول مرة على تلفزيون قطر، وقد وصلت الحلقات المُدبلجة إلى 597 (566 بالنّظام الياباني) من أصل 1,164 حلقة.
يُعرَض المحقق كونان في اليابان على قناة نيبون تي في وقناة يوميأوري وقناة أنيماكس وقناة YTV اليابانية، وقد لاقى المحقق كونان رواجًا كبيرًا في اليابان حيث احتل مركزًا من ضمن المراكز الستة الأوائل في ست مناسبات مختلفة. وبحسب استطلاعات الرأي التي أجرتها مجلة أنيميج، اعتبر الأنيمي من بين أفضل 20 أنيمي تم إصداره خلال الفترة من عام 1996 ولغاية عام 2001. أيضا احتل المحقق كونان المركز الثالث والعشرين من ضمن قائمة أفضل 100 أنيمي، أجرته شبكة أساهي اليابانية في عام 2005.

## عناوين الحلقات
| #       | #             | عنوان الحلقة                                          | عنوان الحلقة                           | تفاصيل الحلقة | تفاصيل الحلقة  | تفاصيل الحلقة |
| اليابان | العالم العربي | باليابانية                                            | بالدبلجة العربية                       | في المانغا    | تاريخ العرض    |               |
| ------- | ------------- | ----------------------------------------------------- | -------------------------------------- | ------------- | -------------- | ------------- |
| 194     | 204           | صندوق الموسيقى العظيم (الجزء الأول)                   | صندوق الموسيقى (الجزء الأول)           | فصل 261-263   | 12 يونيو 2000  |               |
| 195     | 205           | صندوق الموسيقى العظيم (الجزء الثاني)                  | صندوق الموسيقى (الجزء الثاني)          | فصل 261-263   | 19 يونيو 2000  |               |
| 196     | 206           | السلاح الخفي، تحقيق ران الأول                         | تدخل في آخر لحظة                       | فلر           | 26 يونيو 2000  |               |
| 197     | 207           | فخ السيارة الخارقة (الجزء الأول)                      | أصدقاء السيارات النادرة (الجزء الأول)  | فلر           | 3 يوليو 2000   |               |
| 198     | 208           | فخ السيارة الخارقة (الجزء الثاني)                     | أصدقاء السيارات النادرة (الجزء الثاني) | فلر           | 10 يوليو 2000  |               |
| 199     | 209           | كوغورو موري، مشتبه به (الجزء الأول)                   | القضية المحيرة (الجزء الأول)           | فصل 264-266   | 17 يوليو 2000  |               |
| 200     | 210           | كوغورو موري، مشتبه به (الجزء الثاني)                  | القضية المحيرة (الجزء الثاني)          | فصل 264-266   | 24 يوليو 2000  |               |
| 201     | 211           | الراكب العاشر (الجزء الأول)                           | غضب في قرية التلال (الجزء الأول)       | فلر           | 31 يوليو 2000  |               |
| 202     | 212           | الراكب العاشر (الجزء الثاني)                          | غضب في قرية التلال (الجزء الثاني)      | فلر           | 7 أغسطس 2000   |               |
| 203     | 213           | أجنحة إكاروس السوداء (الجزء الأول)                    | الأجنحة المحترقة (الجزء الأول)         | فلر           | 14 أغسطس 2000  |               |
| 204     | 214           | أجنحة إكاروس السوداء (الجزء الثاني)                   | الأجنحة المحترقة (الجزء الثاني)        | فلر           | 21 أغسطس 2000  |               |
| 205     | 215           | قصة الحب الثالثة في مقر شرطة العاصمة (الجزء الأول)    | الأحرف الغامضة (الجزء الأول)           | فصل 267-269   | 28 أغسطس 2000  |               |
| 206     | 216           | قصة الحب الثالثة في مقر شرطة العاصمة (الجزء الثاني)   | الأحرف الغامضة (الجزء الثاني)          | فصل 267-269   | 4 سبتمبر 2000  |               |
| 207     | 217           | الاستنتاج الذي كان جيدًا جدًّا                           | شريط التسجيل                           | فلر           | 11 سبتمبر 2000 |               |
| 208     | 218           | مدخل المتاهة: غضب التمثال الضخم (حلقة خاصة لمدة ساعة) | نفق الظلام (الجزء الأول)               | فلر           | 9 أكتوبر 2000  |               |
| 208     | 219           | مدخل المتاهة: غضب التمثال الضخم (حلقة خاصة لمدة ساعة) | نفق الظلام (الجزء الثاني)              | فلر           | 9 أكتوبر 2000  |               |
| 209     | 220           | قضية السقوط من جبل ربوجين                             | طريق الخطر                             | فلر           | 16 أكتوبر 2000 |               |
| 210     | 221           | قصر أسطورة جوساي المائي (الجزء الأول)                 | عنفة المياه (الجزء الأول)              | فلر           | 23 أكتوبر 2000 |               |
| 211     | 222           | قصر أسطورة جوساي المائي (الجزء الثاني)                | عنفة المياه (الجزء الأول)              | فلر           | 30 أكتوبر 2000 |               |
| 212     | 223           | الفطر والدب وفريق المحققين الصغار (الجزء الأول)       | الدبة السوداء (الجزء الأول)            | فصل 273-275   | 6 نوفمبر 2000  |               |
| 213     | 224           | الفطر والدب وفريق التحريات الصغير (الجزء الثاني)      | الدبة السوداء (الجزء الثاني)           | فصل 273-275   | 13 نوفمبر 2000 |               |
| 214     | 225           | غموض في غرفة ذكريات الماضي                            | الانتقام                               | فلر           | 20 نوفمبر 2000 |               |
| 215     | 226           | شاطئ الانتقام (الجزء الأول)                           | المد والجزر (الجزء الأول)              | فلر           | 27 نوفمبر 2000 |               |
| 216     | 227           | شاطئ الانتقام (الجزء الثاني)                          | المد والجزر (الجزء الثاني)             | فلر           | 4 ديسمبر 2000  |               |